# America's Volume Dealer
Albums de Corrosion of Conformity
Wiseblood
(1996) Live Volume
(2001)
Singles
1. Congratulation Song
Sortie : 2000

America's Volume Dealer est le sixième album studio du groupe de heavy metal américain Corrosion of Conformity. Il est sorti le 26 septembre 2000 sur le label Metal-Is Records en Europe, une subdivision de Sanctuary Records.

## Historique
Cet album fut enregistré en 28 jours dans trois studios différents, The Jag Recording Hut, The Pod et the Wigg Shoppe. Il fut comme ses trois prédécesseurs produit par John Custer. Sur le titre Stare Too Long le guitariste Warren Haynes (Allman Brothers Band, Gov't Mule) joue de la guitare slide.
Il est le dernier album avec le batteur Reed Mullin jusqu'à son retour en 2010.
Il se classera à la 18e place du classement Heatseekers Albums du Billboard magazine américain.

## Liste des titres
- Tous les titres sont signés par le groupe pour la musique et Pepper Keenan pour les paroles sauf indications

1. Over Me - 4:19
2. Congratulations Song - 3:20
3. Stare Too Long - 4:56
4. Diablo Blvd - 3:28
5. Doublewide - 4:15
6. Zippo - 4:28
7. Who's Got the Fire - 3:16
8. Sleeping Martyr - 4:59
9. Take What You Want (Custer, Keenan) - 3:30
10. 13 Angels - 6:35
11. Gittin' It On - 2:35

Titres bonus version européenne
1. Rather See You Dead (Jerry Anomia)- 1:44
2. Steady Roller (démo version) (Custer, Keenan) - 2:23

## Musiciens
C.O.C.
- Pepper Keenan: chant, guitare
- Woodroe Weatherman: guitare
- Mike Dean: basse, Fender Rhodes piano sur 13 Angels
- Reed Mullin: batterie

Musiciens additionnels
- Warren Haynes: guitare slide sur Stare Too Long
- John Custer: basse additionnelle sur Stare Too Long, Sleeping Martyr et Zippo
- Doug Wilson: piano sur Stare Too Long
- Teresa Williams et Chen Chapman: chœurs sur Stare Too Long

## Charts
| Pays                            | Durée du classement | Meilleur classement |
| ------------------------------- | ------------------- | ------------------- |
| États-Unis (Heatseekers Albums) | 2 semaines          | 18e                 |